# Wattlesborough Castle

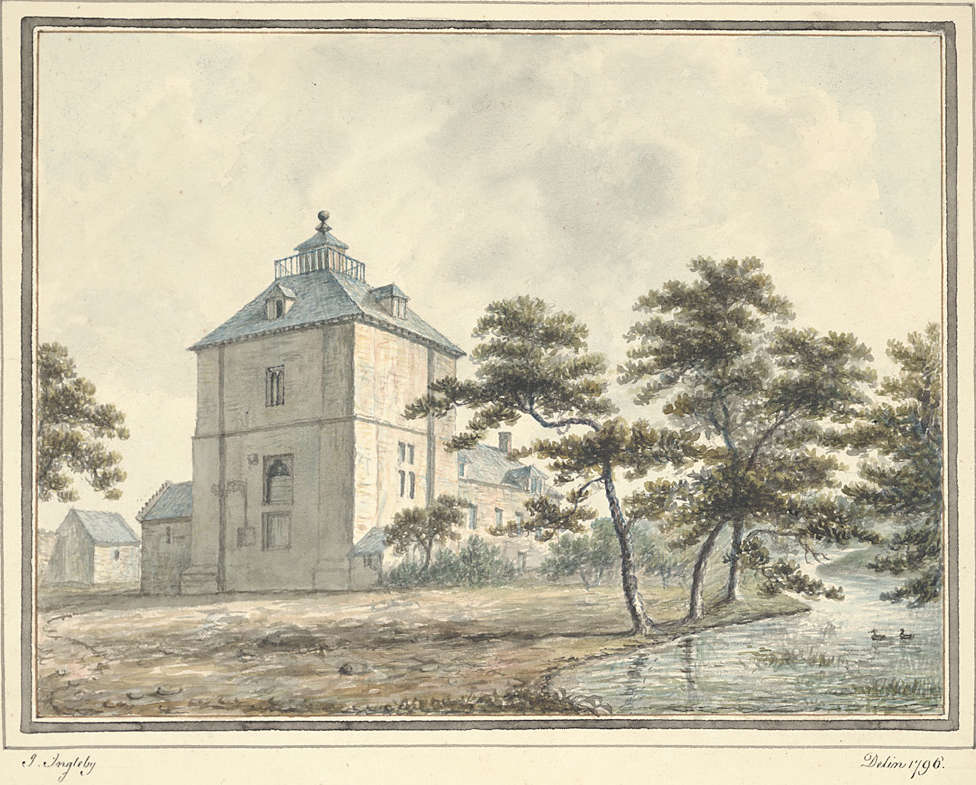
Wattlesborough Castle in Alberbury

Wattlesborough Castle ist die Ruine eines Wohnturmes in der englischen Grafschaft Shropshire. Sie liegt an der Grenze zur walisischen Grafschaft Montgomeryshire. Wattlesborough ist eine frühere Siedlung in der heutigen Gemeinde Alberbury. Die Ruine hat English Heritage als historisches Bauwerk I. Grades gelistet und sie gilt als Scheduled Monument. Der Wohnturm besteht aus einem zweistöckigen Turm mit quadratischem Grundriss über einem Kellergeschoss, umgeben von einer Einfriedung mit Burggraben und einem Fischteich. Die Familie Leighton erbte Wattlesborough Castle 1471 und nutzte es als Hauptresidenz bis etwa 1711. Damals wurde anschließend ein Bauernhof namens Wattlesborough Hall errichtet.

## Geschichte
Die Grundherrschaft Wattlesborough gehörte vor der normannischen Eroberung Englands Edric und zu Zeiten des Domesday Book 1086 war sie an Roger FitzCorbet gefallen. Später wurde sie als 1 Knight Fee von den Nachkommen Roger FitzCorbets als Herren von Caus Castle in Shropshire gehalten. Edward Blore gibt an, dass Wattlesborough 1382 an die Mawdys fiel, dann 1414 weiter an die De Burghs und 1471 an die Leightons. Blore meint, dass der Wohnturm von den Corbets 1280 errichtet worden war, aber dies könnte etwas zu früh angesetzt sein. Die Familie Leighton lebte bis 1711 in Wattlesborough Castle und zog dann in das nahegelegen Loton um. Von da an wurde Wattlesborough ein Bauernhof. Ein John Leighton war 1468 Parlamentsabgeordneter für Shropshire und dieses Amt übernahmen später auch andere Familienmitglieder.

## Heute
Der Wohnturm ist als historisches Bauwerk I. Grades gelistet und gilt als Scheduled Monument. Nur der Turm ohne Dach ist erhalten und sein Zustand gilt offiziell als schlecht. English Heritage befindet sich derzeit in Diskussion mit dem Eigentümer über die beste Art der Erhaltung des Gebäudes.

## Galeriebilder

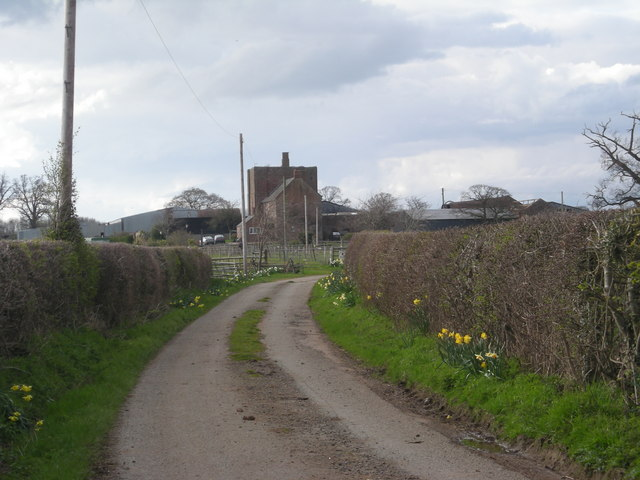
Wattlesborough Castle und Wattlesborough Hall
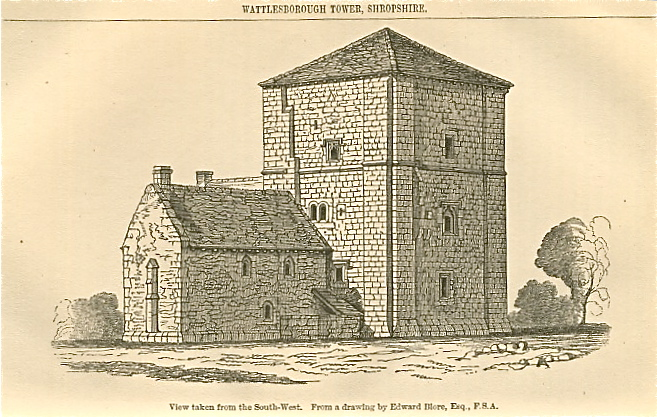
Wattlesborough Tower 1858
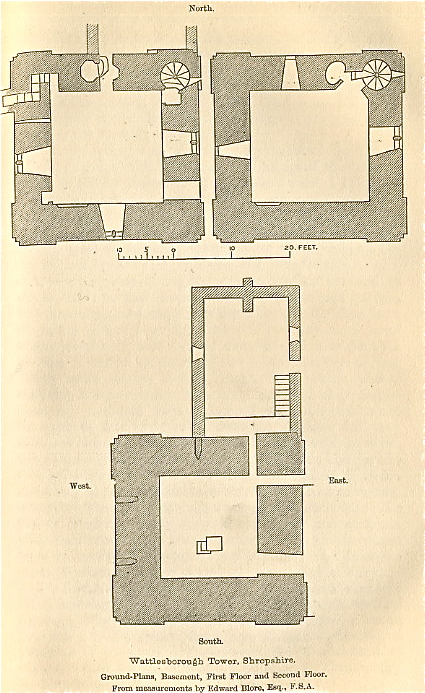
Grundrisse der Geschosse
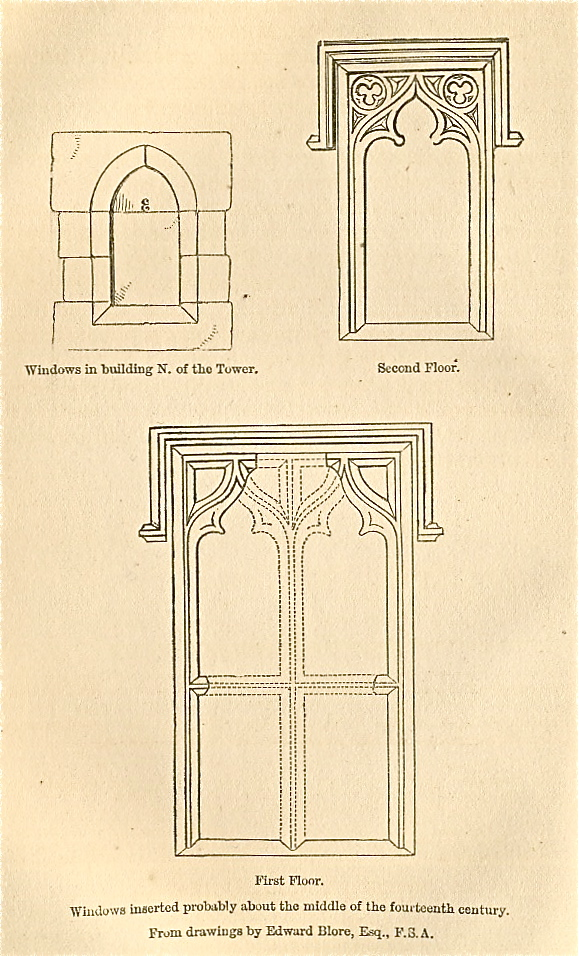
Fenster